# Synodus fuscus
Espèce
Statut de conservation UICN

 LC 16 août 2019 : Préoccupation mineure
Synodus fuscus est une espèce de poissons de la famille des Synodontidae.

## Systématique
L'espèce Synodus fuscus a été décrite pour la première fois en 1917 par Shigeho Tanaka,.

## Distribution
Cette espèce se croise le long des côtes japonaises, taïwanaises et philippines.

## Description
Synodus fuscus peut mesurer jusqu'à 17,2 cm.
Cette espèce se trouve principalement près des côtes, à des profondeurs variant de 1 à 60 m.

## Étymologie
Son épithète spécifique, fuscus, du latin « fuscus » noir, sombre, vient de la coloration de sa nageoire.

## Publication originale
- (ja) S. Tanaka, « [Six new species of Japanese fishes] », Dōbutsugaku Zasshi, Tokyo, vol. 29, no 340,‎ 37-40, p. 37-40 (ISSN 0044-5118).